# Cornățelu
Cornățelu è un comune della Romania di 1 578 abitanti, ubicato nel distretto di Dâmbovița, nella regione storica della Muntenia.
Il comune è formato dall'unione di 5 villaggi: Alunișu, Bolovani, Cornățelu, Corni, Slobozia.